# Anthony Winchester
Anthony David Winchester, (nacido el 15 de mayo de 1983 en Seymour, Indiana) es un exjugador de baloncesto estadounidense. Con 1.93 metros de estatura, jugaba en la posición de escolta.

## Trayectoria deportiva

### Universidad
Jugó durante cuatro temporadas con los Hilltoppers de la Universidad de Kentucky Occidental, donde siendo Sénior promedió 18,5 puntos por partido.

### Profesional
Debuta como profesional en el Melilla Baloncesto, jugando un año, después jugaría en el Club Baloncesto Atapuerca de Burgos, donde se lesiona gravemente en el inicio de la temporada. Después dejaría el baloncesto durante 5 años por falta de motivación.
En la temporada 2012-13 vuelve a competir en el CB Breogán, donde realiza una gran temporada disputando un total de 30 partidos para una media de 15,9 puntos, 37% en tiros de tres, 3,2 rebotes y 13,3 de valoración, lo que le valdría para fichar a la temporada siguiente por el San Sebastián Gipuzkoa Basket Club.